# アイドリング!!!13号長野せりな卒業ライブ ぷにぷに・またね・だいすき
『アイドリング!!!13号長野せりな卒業ライブ ぷにぷに・またね・だいすき』（アイドリング!!!じゅうさんごうながのせりなそつぎょうライブ ぷにぷに・またね・だいすき）は、日本の女性アイドルグループ・アイドリング!!!のライブBlu-ray Disc。2015年7月1日にポニーキャニオンからリリースされた。

## 背景・リリース

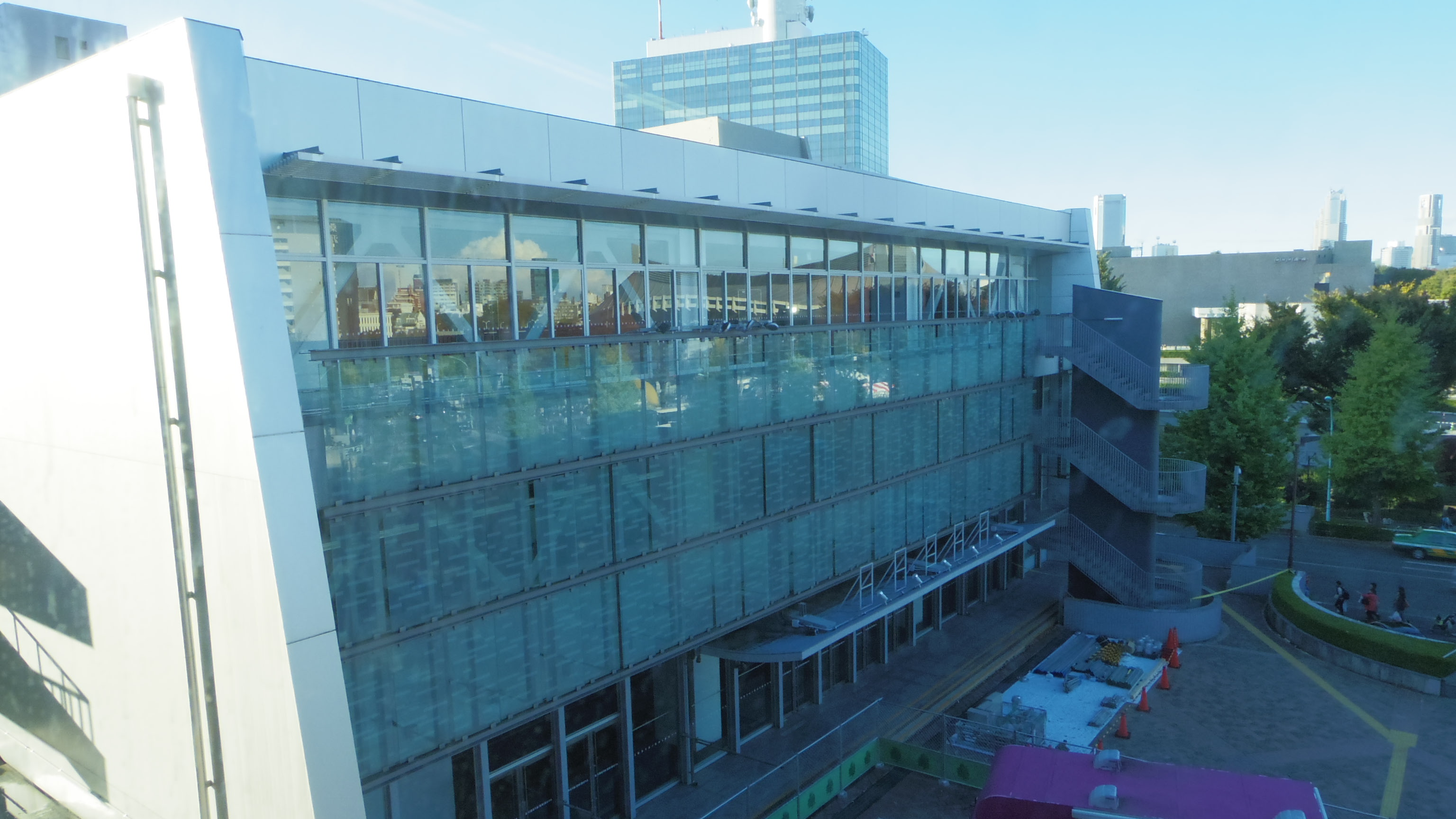
会場の渋谷公会堂（2015年11月撮影）

2015年3月28日に渋谷公会堂で開催した、女性アイドルグループ・アイドリング!!!のメンバー、長野せりな卒業公演の模様を完全収録したBlu-ray Disc。
本編全25曲に「公開リハーサル」を収録した特典映像が含まれている。ほか初回生産分には、生写真（3種の内ランダム1種）の封入特典が付く。
本編
アイドリング!!!2期生として7年間活動した長野せりな の、アイドル集大成となる卒業公演。本編には楽曲のほか、送別セレモニーなども収められている。
セットリストは本人によるもの。タイトルの『ぷにぷに・またね・だいすき』は自身のパフォーマンス「ぷにぷに」に因んだもので、グループの卒業アンセム「さよなら・またね・だいすき」に掛けている。また、それらタイトルのロゴデザイン、ステージ衣装や装飾等のプロデュースにも関わっている。
その他
最年少メンバーであった橋本瑠果は、年齢による時間制約上10曲目までの参加に止どまっている。
送別セレモニーでは『アイドリング!!!』MCを務めるバカリズムが、台本に無いサプライズの形で登場した。この時期のアイドリング!!!ゴシップに関わる情報錯綜を理由に、本編の当事者長野せりなを、次週にグループ卒業を控える伊藤祐奈と取り違えるハプニングや、声優(せいゆう)を目指すために卒業する長野を、西友(せいゆう)に就職すると勘違いする演出などを仕掛けた。

## 出演者
アイドリング!!!
- 長野せりな
- 外岡えりか・横山ルリカ・河村唯・酒井瞳・朝日奈央・三宅ひとみ・橘ゆりか・大川藍・橋本楓・倉田瑠夏・伊藤祐奈・尾島知佳・高橋胡桃・石田佳蓮・玉川来夢・古橋舞悠・関谷真由・橋本瑠果・佐藤麗奈・佐藤ミケーラ倭子

セレモニーMC
- バカリズム・森本さやか (アナウンサー)

## 収録曲
本公演
（オープニングブロック）
1. 百花繚乱アイドリング!!!
2. ユキウサギ
3. Shine On
（アイドルブロック）
4. キュピ♥
5. 苺牛乳
6. 夏色キッス☆
7. キミがスキ
（ロックブロック）
8. One Up!!!
9. 少女不安定
10. シャウト!!!
（ユニットブロック）
11. キャラメルラテ飲み行こー!
12. GO EAST!!! GO WEST!!!
13. Wing
14. サヨナラ純情
15. ラブマジック♡フィーバー
（2期生ブロック）
16. 告白
17. ドーナツの向こう側 -2期ver.-
18. Smiley Days
（ラストブロック）
19. MAMORE!!!
20. S.O.W. センスオブワンダー
21. サマーライオン
22. やらかいはぁと
（アンコール）
23. 「職業:アイドル。」
24. さくらサンキュー
25. さよなら・またね・だいすき

公開リハーサル
1. モテ期のうた〜season2〜
2. キュピ♥
3. シャウト!!!
4. キャラメルラテ飲み行こー!
5. GO EAST!!! GO WEST!!!
6. ユキウサギ
7. Shine On
8. 等・等・等 等のSONG